# Goednes abnormalis
Goednes abnormalis (лат.) — вид чешуекрылых из подсемейства совок-пядениц. Единственный вид в роде Goednes.

## Описание
Щупики косо поднимающиеся, в два раза длиннее головы. Второй членик щупиков светло-коричневый с белой вершиной, сверху с небольшой бахромкой. Третий членик тёмно-коричневый, гладкий. Ноги с гладкими чешуйками. Крылья светло-серые с более тёмной каймой и белыми, хорошо выраженными пятнами, их размах около 17 мм. Передние крылья на вершине острые.

## Распространение
Вид встречается в Суринаме.